# Lipno (powiat świecki)
Lipno – wieś w Polsce położona w województwie kujawsko-pomorskim, w powiecie świeckim, w gminie Jeżewo.
W latach 1975–1998 miejscowość administracyjnie należała do województwa bydgoskiego. Według Narodowego Spisu Powszechnego (III 2011 r.) liczyła 96 mieszkańców. Jest siedemnastą co do wielkości miejscowością gminy Jeżewo.

## Historia
Lipno to stara kociewska wieś. Pierwsza historyczna nazwana pochodzi z 1409 r. i została zapisana jako Gros Lypchen. Następnie to: Lypchus Gros, Lyppye, Lippe (XV w), Lipno, Lipno Maius (ok. 1534 r.), Lipno Wielkie (1583 r.), Lipna Maior (lata 1597/1598), Lipna (1649 r.), Lipno (1884 r.), niem. Lipno. Nazwa wsi jest nazwą topograficzną pochodzącą od nazwy jeziora Lipno lub wskazującą na okolicę, w której rosło wiele lip. Nazwa przez wiele lat wahała się między formą liczby pojedynczej Lipno (do Lipna), a formą liczby mnogiej Lipna (od Lipien). Najstarsze zapisy wskazują na formę Lipno.
Pierwsza wzmianka historyczna o wsi pochodzi z 1409 r. i podaje, że jest to wieś rycerska leżąca w komturstwie świeckim. Pierwszym znanym rycerzem - właścicielem dóbr był Piotr (1409 r.), którego źródła wymieniają jeszcze jako rycerza z Lipna Dużego w 1445 r. W drugiej połowie XVI wieku wieś dzieliło trzech właścicieli: Paweł Kos, Stanisław Osłowski, Łazarz Lipiński (1570 r.). W 1676 r. Lipno stanowiło jeden majątek należący do Andrzeja Osłowskiego. W połowie XVIII stulecia dobra znalazły się w rękach Andrzeja Zboińskiego, który w 1773 r. przekazał je Franciszkowi Sas-Jaworskiemu, w zastaw za długi. Od 1828 r. wieś należała do rodu Gordonów, którzy swoje gniazdo rodzinne założyli w pobliskich Laskowicach. W Ich rękach folwark w Lipnie był do 1933 r., to jest do przymusowej parcelacji. Pierwsze informacje o obszarze wsi pochodzą z 1534 r. i podają, że areał osady liczył 12 łanów (ok. 207 ha.), natomiast w 1772 r. - 9 łanów (ok. 153 ha). W latach dwudziestych XIX wieku władze pruskie na terenie dzisiejszej gminy Jeżewo rozpoczęły reformę agrarną, w wyniku której przede wszystkim dokonano separacji dóbr. Skutkiem tego było przejęcie przez państwo części ziem wsi Lipno (ziemia leżąca na północny zachód od jeziora Lipno) i przekazanie jej pod budowę linii kolejowej i obiektów towarzyszących (linia kolejowa, osada Laskowice-Dworzec). Wtedy też powstał folwark w Lipnie, który nabyli Gordonowie, a jego areał całkowity liczył 385 ha, z czego ziemia orna, łąki i pastwiska liczyły 321 ha (1868 r.). W 1933 r. władze polskie dokonały przymusowej parcelacji gruntów. W Lipnie utworzono 20 osad po 15 ha i 3 osady rzemieślnicze po 2 ha. Pozostałą ziemię tzw. "resztówkę" w 1934 r. nabył Włodzimierz Rachmistruk, który gospodarował na 52 ha majątku do wybuchu wojny (1939 r.). Po wyzwoleniu "resztówkę" przejął Skarb Państwa Polskiego. W okresie "stalinowskim" w Lipnie założono spółdzielnię produkcyjną, w której 12 członków gospodarowało na 100 ha (lata 1952-1956). W 1957 r. Wł. Rachmistruk podjął nieudaną próbę zagospodarowania dawnego majątku.
Pierwsze dane liczbowe o mieszkańcach Lipna pochodzą z 1676 r. i podają, że we wsi żyło 64 mieszkańców, w 1772 r. wieś liczyła 78 osób, wszyscy byli katolikami (od XIX wieku liczbę mieszkańców Lipna podawano wspólnie z Laskowicami). Spośród mieszkańców wsi na przestrzeni jej dziejów wyróżnia się Włodzimierz Rachmistruk (1879-1959). Był On generałem brygady,dowódcą 16 Dywizji Piechoty Pomorskiej w Grudziądzu (1927-1932),odznaczył się męstwem w walkach z bolszewikami (1920 r.). W Lipnie dał się poznać jako energiczny i przedsiębiorczy gospodarz, nowoczesny rolnik, aktywny i pracowity działacz społeczny.